# Stropharia alpina
Stropharia alpina är en svampart som tillhör divisionen basidiesvampar, och som först beskrevs av Morten Lange, och fick sitt nu gällande namn av Morten Lange. Stropharia alpina ingår i släktet kragskivlingar, och familjen Strophariaceae. Arten har ej påträffats i Sverige.